# Muellerianella relicta
Muellerianella relicta är en insektsart som beskrevs av Logvinenko 1976. Muellerianella relicta ingår i släktet Muellerianella och familjen sporrstritar.
Artens utbredningsområde är Azerbajdzjan. Inga underarter finns listade i Catalogue of Life.